# Bartosz Jurecki
Bartosz Jurecki (* 31. Januar 1979 in Kościan) ist ein polnischer Handballtrainer, der bis 2018 als Handballspieler auf der Spielposition Kreisläufer aktiv war.

## Spieler
Der 1,93 m große Kreisläufer wechselte vor der Saison 2006/07 von Chrobry Głogów zum SC Magdeburg (SCM), wo er bis 2015 unter Vertrag stand. Jurecki erzielte in den neun Jahren beim SCM über 700 Tore. Anschließend kehrte er zu Chrobry Głogów zurück. Im Sommer 2016 wechselte Jurecki zu KS Azoty Puławy, wo er 2018 seine Karriere beendete.
Der größte sportliche Erfolg von Jurecki ist der Gewinn der Silbermedaille mit der polnischen Nationalmannschaft bei der Weltmeisterschaft 2007 in Deutschland. Darüber hinaus gewann er im selben Jahr mit dem SC Magdeburg den EHF-Pokal.

### Bundesligabilanz
| Saison    | Verein       | Spielklasse | Spiele | Tore | 7-Meter | Feldtore |
| --------- | ------------ | ----------- | ------ | ---- | ------- | -------- |
| 2006/07   | SC Magdeburg | Bundesliga  | 28     | 78   | 2       | 76       |
| 2007/08   | SC Magdeburg | Bundesliga  | 26     | 72   | 0       | 72       |
| 2008/09   | SC Magdeburg | Bundesliga  | 34     | 74   | 0       | 74       |
| 2009/10   | SC Magdeburg | Bundesliga  | 34     | 114  | 0       | 114      |
| 2010/11   | SC Magdeburg | Bundesliga  | 34     | 109  | 0       | 109      |
| 2011/12   | SC Magdeburg | Bundesliga  | 31     | 103  | 0       | 103      |
| 2012/13   | SC Magdeburg | Bundesliga  | 29     | 82   | 0       | 82       |
| 2013/14   | SC Magdeburg | Bundesliga  | 26     | 70   | 0       | 70       |
| 2006–2014 | gesamt       | Bundesliga  | 242    | 702  | 2       | 700      |

## Trainer
Jurecki trainierte in der Saison 2018/19 KS Azoty-Puławy. Anschließend übernahm er das Traineramt von Piotrkowianin Piotrków Trybunalski. Ab Mai 2020 war Jurecki als Co-Trainer der polnischen Nationalmannschaft tätig. Nachdem der Vertrag mit dem polnischen Nationaltrainer Patryk Rombel Anfang 2023 ausgelaufen war, betreute Bartosz Jurecki für eine kurze Zeit interimsweise die A-Nationalmannschaft. Im November 2024 übernahm er das Traineramt der polnischen Juniorennationalmannschaft.

## Privates
Sein Bruder Michał Jurecki spielte von 2008 bis 2010 beim TuS N-Lübbecke.

## Bilder

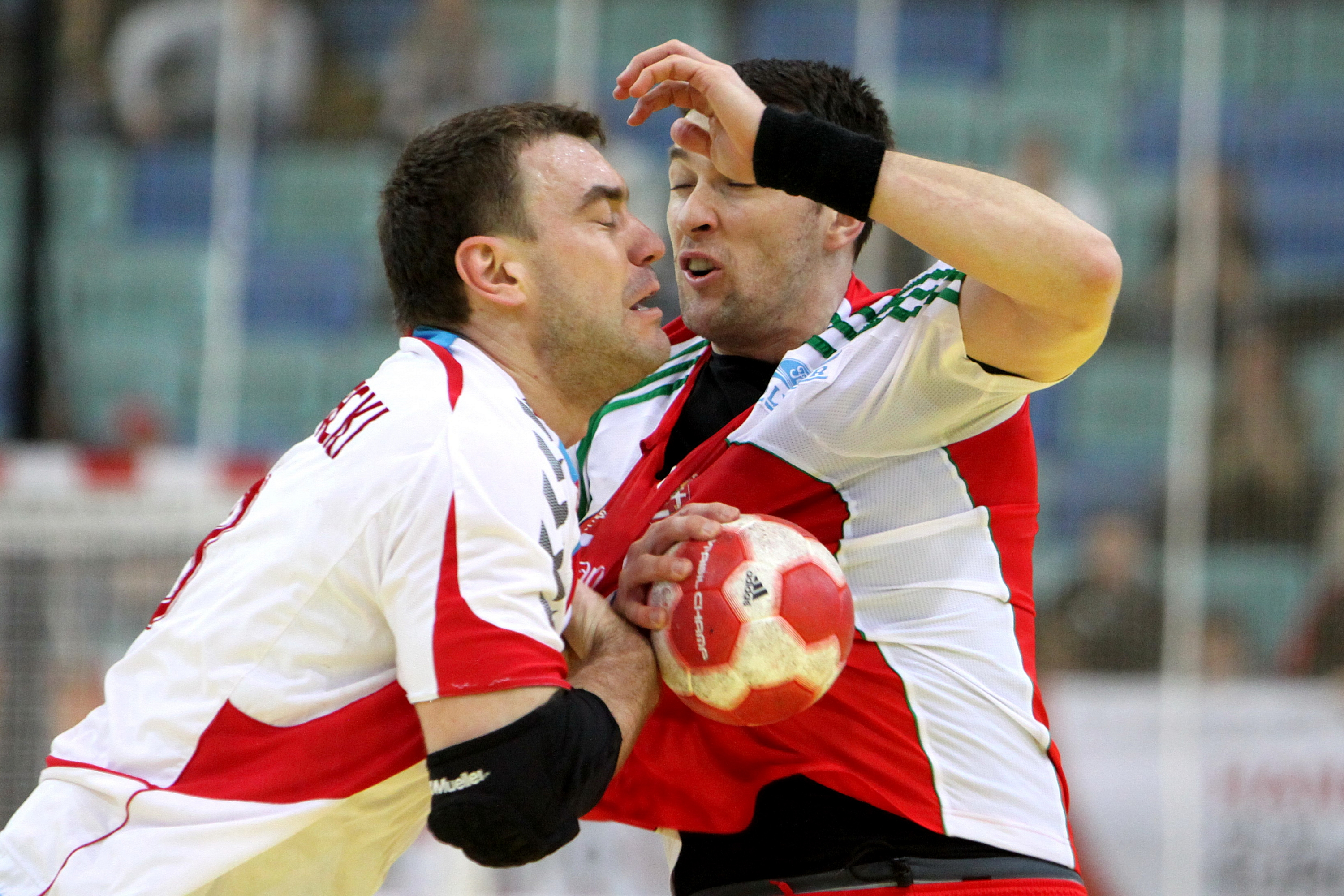
Bartosz Jurecki hindert den Ungarn Ferenc Ilyés erfolgreich am Torwurf
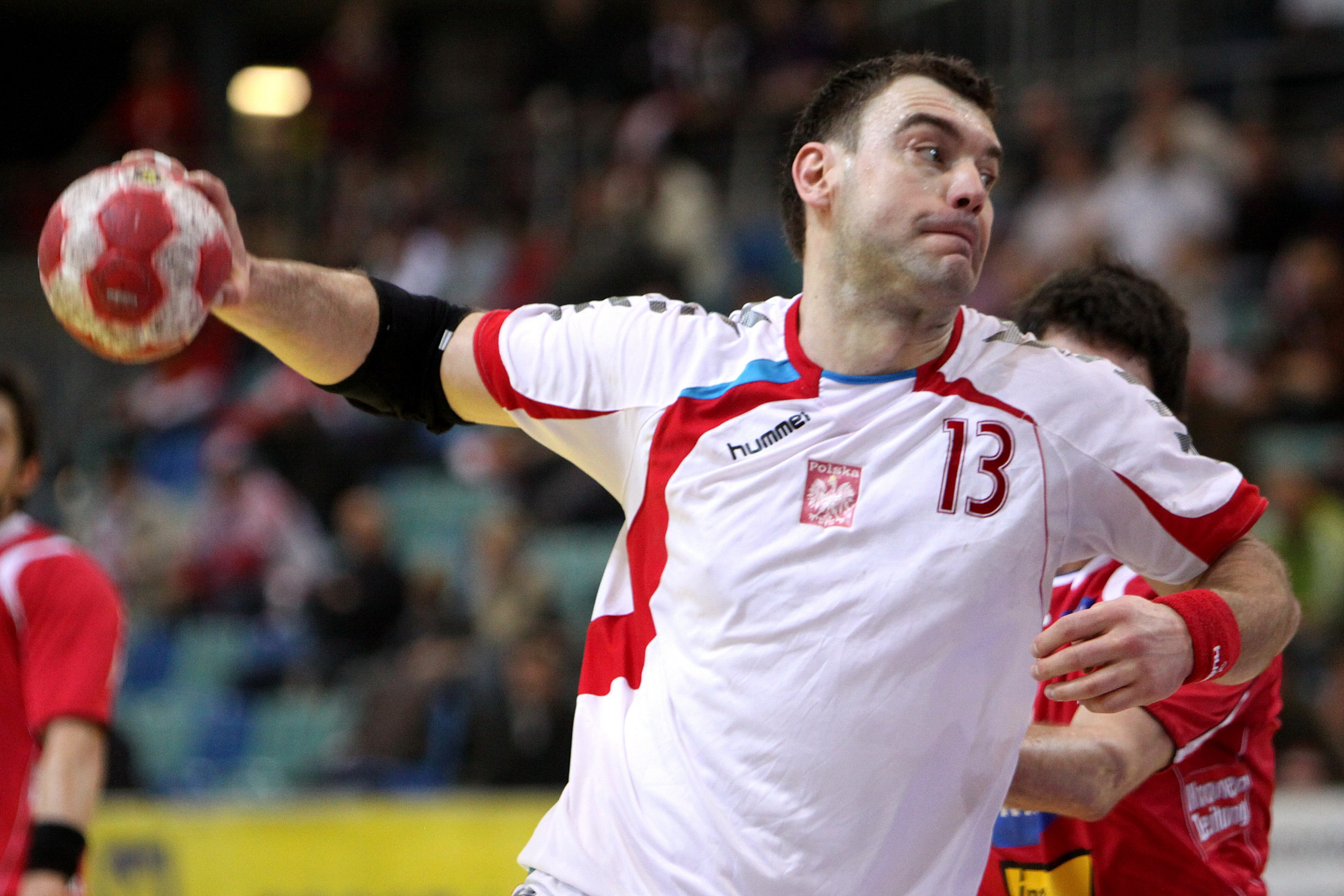
Bartosz Jurecki am 7. Januar 2010
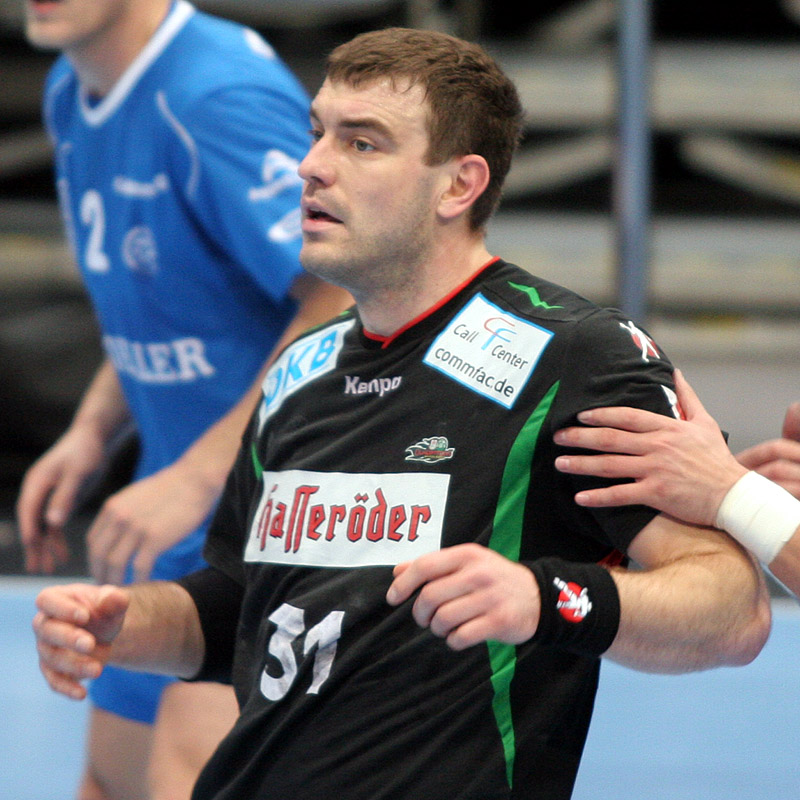
Bartosz Jurecki am 19. November 2008